# La Academia (serie española)
La Academia es una serie española de televisión de vídeo por demanda producida por Sony Pictures Television y Brutal Media para Prime Video y 3Cat. Los creadores de la serie son Jacobo Delgado, Pablo Bartolomé y Laura León. Fue estrenada el 1 de abril de 2024 en 3cat y al día siguiente en Prime Video.

## Sinopsis
El Apolo FC, es uno de los mejores clubes de fútbol del mundo, donde chicos y chicas luchan por un sueño compartido: triunfar en el primer equipo.
En este centro de entrenamiento, la rivalidad reina tanto dentro como fuera del campo, mientras cada miembro navega entre sus propios sueños y miedos, deseos y represiones, compañerismo y celos. Todos sacarán lo mejor y lo peor de sí mismos, mientras luchan por triunfar y encontrar su identidad en medio de la competición.

## Reparto

### Principal
- Marc Soler como Adrián Berrocal
- Ton Vieira como Jairo Velásquez
- Diego Martín como Tomás Berrocal
- Marc Martínez como Willy Bravo
- Rita González como Lara Contreras
- Bárbara Goenaga como Toni Pomares
- León Martínez como David Contreras
- Ebony Vidjrakou como Meriem
- Mia Sala-Patau como Belén
- Irene Montalà como Elisa
- Jing Zhu como Fan
- Jaume Ibars como Arnau
- Bachir Samb como Pierre

con la colaboración especial de
- Luka Peros como Luis Patterson (Episodio 1 - Episodio 4; Episodio 6 - Episodio 8)
- Paco Tous como Bellido (Episodio 1 - Episodio 2; Episodio 4; Episodio 7 - Episodio 8)
- Mapi León como Ella misma (Episodio 6)

### Recurrente
- Iván Morales como Antonio Contreras
- José Pérez Ocaña como Álex
- Virginia Pizarro como Claudia
- Carmela Poch como Marisi
- Víctor Benjumea como Paco
- Uri Guitart como Cris
- Nat Fuertes como Juanlu
- Iván Luengo como Rulo
- Lluís Flaquer como Locutor de radio
- Carla Díez como Julieta
- Lluís Català como Nando Bravo (Episodio 1 - Episodio 3)
- Anna Ycobalzeta como Malena (Episodio 1)
- Malick Boye como Kevin (Episodio 1; Episodio 5; Episodio 7)
- Sandro Ballesteros como Pol Arroyo (Episodio 1; Episodio 6)
- Eric Masip como Luca (Episodio 2 - Episodio 3; Episodio 8)
- Lara Oliete como Sonia (Episodio 2; Episodio 6)
- Ares Martí como Adrián (niño) (Episodio 2)
- Emilio Pérez como David (niño) (Episodio 3; Episodio 5)
- Fabiola Taberner como Lara (niña) (Episodio 3; Episodio 5)
- Naila Lakmiri como Meriem (niña) (Episodio 4)
- Raúl Ferré como Ernesto (joven) (Episodio 5)
- Valentina Merono como Belén (niña) (Episodio 6)
- Arnau Marín como Jesús (Episodio 6)
- Laia Fontán como Bruna (Episodio 6)
- Eloi Betchigue como Jairo (niño) (Episodio 8)

## Episodios
| N.º | Título         | Dirigido por      | Escrito por                                                        | Fecha de estreno en TV3 | Fecha de estreno en Prime Video | Audiencia en TV3 |
| --- | -------------- | ----------------- | ------------------------------------------------------------------ | ----------------------- | ------------------------------- | ---------------- |
| 1   | «Valores»      | Fernando Trullols | Jacobo Delgado, Pablo Bartolomé Jiménez y Laura León Varea         | 1 de abril de 2024      | 2 de abril de 2024              | 318.000 (16,0%)  |
| 2   | «El debut»     | Fernando Trullols | Jacobo Delgado, Pablo Bartolomé Jiménez y Laura León Varea         | 1 de abril de 2024      | 2 de abril de 2024              | 199.000 (12,9%)  |
| 3   | «La capitana»  | Fernando Trullols | Jacobo Delgado, Pablo Bartolomé Jiménez y Laura León Varea         | 8 de abril de 2024      | 2 de abril de 2024              | 231.000 (11,9%)  |
| 4   | «La lesión»    | Fernando Trullols | Jacobo Delgado, Pablo Bartolomé Jiménez y Laura León Varea         | 8 de abril de 2024      | 2 de abril de 2024              | 170.000 (11,6%)  |
| 5   | «Bajo palos»   | Fernando Trullols | Jacobo Delgado, Laura León Varea y Yolanda García Serrano          | 15 de abril de 2024     | 2 de abril de 2024              | 200.000 (10,6%)  |
| 6   | «Talión»       | Fernando Trullols | Pablo Bartolomé Jiménez, Laura León Varea y Yolanda García Serrano | 15 de abril de 2024     | 2 de abril de 2024              | 129.000 (8,8%)   |
| 7   | «Líneas rojas» | Fernando Trullols | Jacobo Delgado y Yolanda García Serrano                            | 22 de abril de 2024     | 2 de abril de 2024              | 201.000 (10,2%)  |
| 8   | «El salto»     | Fernando Trullols | Pablo Bartolomé Jiménez y Laura León Varea                         | 22 de abril de 2024     | 2 de abril de 2024              | 143.000 (9,6%)   |